# Mennen
Mennen é uma marca detida na maior parte do mundo pela Colgate-Palmolive Company. Seu produto mais notável, Mennen Speed Stick, com seu fougère perfume e palito verde largo, era o líder de mercado entre os desodorantes e antitranspirantes para homens. por muitos anos. Também foi notado por seu desodorante Teen Spirit, que era o líder em desodorantes de garotas adolescentes no início dos anos 90.
Na França, a marca Mennen é de propriedade da L'Oréal através de sua subsidiária Mennen-LASCAD, para uma linha de produtos masculinos de beleza.

## História
A Mennen Company foi fundada em 1878 por Gerhard Heinrich Mennen, um imigrante da Alemanha. Seu primeiro produto foi o pó à base de talco, uma inovação na época. A empresa estava originalmente localizada em Newark, Nova Jersey, mudando-se para Morristown, Nova Jersey em 1953, onde fabricou e vendeu sem receita produtos farmacêuticos e produtos pessoais, como os produtos Skin Bracer, Speed Stick e Baby Magic. O Lady Speed Stick foi uma incursão no mercado das mulheres, e foi um enorme sucesso devido à sua forma, que se encaixam na mão de uma mulher e fragrâncias. Neto de Gerhard, G. Mennen Williams, serviu como Governador de Michigan de 1949-1961 e como Secretário de Estado Adjunto para os Assuntos Africanos sob o Presidente Lyndon B. Johnson de 1961 a 1966.
O slogan "By Mennen" foi criado por Richard J. Mercer para anunciar os produtos Mennen. O jingle associado, escrito por Doug Katsaros, continha apenas três notas e terminava cada comercial de televisão para os produtos Mennen.
A empresa foi liderada por várias gerações da família Mennen antes de ser vendida para a Colgate em 1992. Hoje, nenhuma família Mennen está envolvida na empresa ou em sua atual mãe. O antigo edifício sede, em Morris Twp., Nova Jersey, está em processo de demolição. Próximo a ele fica a Mennen Arena, uma instalação esportiva multifuncional frequentemente usada para hóquei e patinação no gelo público.
No Parque Histórico Nacional de Harpers Ferry, há uma propaganda gigante pintada na face da rocha de Maryland Heights. Embora desbotada e indistinta hoje, lê-se "O pó de toalete de talco perfurado de Mennen" e foi pintada entre 1903 e 1906.

## Hoje
Hoje, o nome  Mennen  está sendo eliminado em algumas regiões e os produtos em muitos países estão se tornando conhecidos simplesmente como Speed Stick ou Lady Speed Stick. Na América do Norte, ambos os produtos, bem como Skin Bracer e Afta ainda estão sendo comercializados como sendo "por Mennen", onde o nome ainda é bem conhecido e tem conotações positivas. A linha Baby Magic foi vendida para a Playtex, que desde então vendeu a marca para Naterra; A Colgate-Palmolive manteve a marca Baby Magic (como "Baby Magic Mennen") para o mercado latino-americano.